# Acropora halmaherae
Acropora halmaherae is een rifkoralensoort uit de familie van de Acroporidae. De wetenschappelijke naam van de soort is voor het eerst geldig gepubliceerd in 1998 door Wallace & Wolstenholme.